# پوتونگانگ-گویوک
پوتونگانگ-گویوک (انگلیسی: Potonggang-guyok) شهرستانی در کشور کره شمالی است که در پیونگ‌یانگ واقع شده‌است.